# 九州・沖縄地方を舞台とした作品
九州・沖縄地方を舞台とした作品一覧（きゅうしゅう・おきなわちほうをぶたいとしたさくひんいちらん）
九州地方及び沖縄地方をモチーフ、ロケーションとした作品について記述する。

## 沖縄地方
- 沖縄県を舞台とした作品一覧を参照

## 九州全般・代表作
- あさが来た（テレビドラマ（連続テレビ小説））
- 未来の思い出（小説 /作 梶尾真治）
- 浅見光彦シリーズ（小説・テレビドラマ/内田康夫）
- 阿蘇要塞1995（小説）
- あぶさん（漫画）
- アンゴルモア 元寇合戦記（漫画・テレビアニメ）
- いなか、の、じけん（小説/作 夢野久作）
- 海うそ（小説/作 梨木香歩）
- 海と毒薬（小説・映画/作 遠藤周作）
- 上井覚兼日記（文芸・古典）
- お〜い!竜馬（漫画・テレビアニメ/作 小山ゆう）
- 大友宗麟～心の王国を求めて（テレビドラマ）
- 階級（小説/作 井上光晴）
- 街道をゆく（文芸・紀行/作 司馬遼太郎）
- 神様のくれた赤ん坊（映画）
- 神様の御用人（小説・ライトノベル作 浅場なつ）
- かんざらしに恋して（テレビドラマ）
- 奇跡（映画）
- 気まぐれ列車だ 僕の旅九州南西諸島渡り鳥（文芸・紀行/作 種村直樹）
- 巨眼の漢 西郷隆盛（小説/作 津本陽）
- クッキングパパ（漫画・テレビアニメ）
- 愚者の楽園（漫画）
- 暗闇三太（テレビアニメ）
- 軍師官兵衛（テレビドラマ（大河ドラマ））
- 甲子園の空に笑え!（漫画）
- 古事記（文芸・古典）
- 五足の靴（文芸・紀行）
- さすらい刑事旅情編（テレビドラマ）
- 時刻表2万キロ（文芸・紀行）
- JNN 九州・沖縄ドキュメントムーブ（ドキュメンタリー）
- 襲来（小説/作 帚木蓬生）
- 春櫻賦（舞台・歌劇）
- 白狐魔記（小説・児童文学・ラジオドラマ/作 斎藤洋）
- SHIROH（舞台作品）
- 世界一の九州が始まる!（ドキュメンタリー）
- 西郷どん（テレビドラマ（大河ドラマ））
- センゴク（漫画）
- 大変結構、結構大変。ハラダ九州温泉三昧の旅（文芸・紀行・随筆/作 原田宗典）
- 田原坂（テレビドラマ）
- 旅するデザイン 鉄道で巡る九州（画集/作 水戸岡鋭治）
- 筑後川（楽曲）
- 天涯の楽土シリーズ（小説/作 篠原悠希）
- 時宗（小説/作 高橋克彦）
- 十津川警部シリーズ（小説・テレビドラマ/作 西村京太郎）
- 翔ぶが如く（小説・テレビドラマ/司馬遼太郎）
- 日本永代蔵（文芸・古典）
- 日本書紀（文芸・古典）
- 日本百名山（髄質・紀行）
- 日本百名峠（髄質・紀行）
- にっぽん百名山（自然紀行番組）
- 二流の人（小説/ 作 坂口安吾）
- 博奕打ち外伝（映画）
- 花の百名山（髄質・紀行）
- 半次郎（映画）
- ピチ高野球部（アニメ）
- へうげもの（漫画・テレビアニメ）
- 北条時宗（テレビドラマ（大河ドラマ））
- 僕達急行 A列車で行こう（映画）
- 僕は「つばめ」のデザイナー（文芸・髄質/作 水戸岡鋭治）
- 蛍の宿（テレビドラマ）
- 三たびの海峡（小説・映画）
- 未必の故意（文芸・舞台作品）
- 宮之原警部シリーズ（小説・テレビドラマ/作 木谷恭介）
- 胸の木槌にしたがえ（小説/作 井上光晴）
- 名物!たびてつ友の会（漫画）
- 蒙古襲来絵詞（絵画）
- EUREKA（映画）
- 百合若大臣（文芸・古典）
- 竜馬がゆく（小説・テレビドラマ/作 司馬遼太郎）
- 龍馬伝（テレビドラマ（大河ドラマ））
- 列車に乗って（紀行番組）

## 大分
- 大分県を舞台とした作品一覧を参照

## 鹿児島
- 鹿児島県を舞台とした作品一覧を参照

## 熊本
- 熊本県を舞台とした作品一覧を参照

## 佐賀
- 佐賀県を舞台とした作品一覧を参照

## 長崎
- 長崎県を舞台とした作品一覧を参照

## 福岡
- 福岡県を舞台とした作品一覧を参照

## 宮崎
- 宮崎県を舞台とした作品一覧を参照